# Super Bowl XXXVI
Super Bowl XXXVI var den 36:e upplagan av Super Bowl, finalmatchen i amerikansk fotbolls högsta liga, National Football League, för säsongen 2001. Matchen spelades den 3 februari 2002 mellan New England Patriots och St. Louis Rams. De kvalificerade sig genom att vinna slutspelet i konferenserna American Football Conference respektive National Football Conference.
Värd för Super Bowl XXXVI var Louisiana Superdome i New Orleans i Louisiana. 